# Jet Ski (canção)
"Jet Ski" é uma canção escrita e interpretada pela cantora brasileira Margareth Menezes em Kindala (1991), seu terceiro álbum.

## Informação
"Jet Ski" fala basicamente sobre a campanha eleitoral de Fernando Collor, a qual deu-se ênfase ao fato de o futuro presidente possuir um estilo um tanto quanto atlético. A campanha de Collor mostrava, dentre outras imagens, uma na qual ele pilotava uma lancha para atravesar o Lago Paranoá em Brasília. Menezes partiu dessa imagem para construir sua canção.
A canção se inicia com a personagem de Menezes caminhando pela cidade de São Paulo, descrita como "maravilhosamente rica", onde se concentra "todo o poderoso capital de uma grande economia mundial". Ali, ela começa a observar a poluição do rio Tietê, descrito como "um rio cheio de urubus". Ela imagina que, com grande empenho de todos os cidadãos, o rio poderá ser limpo e que a população poderá navegar "no jet ski do presidente". Mas, na verdade, o que ela quer dizer, com o uso de ironia, é que o presidente, assim como o resto da população, também é um dos responsáveis pela poluição do rio por não tomar iniciativa alguma.
A canção critica Collor por não incentivar a preservação do meio-ambiente e por ter usado a imagem de atleta para se eleger, mas apenas um ano após o lançamento do álbum, o presidente renunciou sob alegações de uso de verba pública para o benefício próprio.